# Lepadella pumilo
Lepadella pumilo är en hjuldjursart som beskrevs av Hauer 1931. Lepadella pumilo ingår i släktet Lepadella och familjen Lepadellidae. Inga underarter finns listade i Catalogue of Life.